# الأردن في الألعاب الأولمبية الصيفية 2024
شارك الأردن في الألعاب الأولمبية الصيفية 2024 في باريس التي أقيمت في الفترة من 26 يوليو إلى 11 أغسطس 2024. وكان ذلك الظهور الثاني عشر على التوالي للأردن في دورات الألعاب الأولمبية الصيفية.

## الميداليات
| الميدالية | اللاعب   | الرياضة    | المنافسة        | التاريخ   |
| --------- | -------- | ---------- | --------------- | --------- |
| فضية      | زيد كريم | التايكوندو | وزن 68 كغم رجال | 08 August |

| الميداليات حسب الرياضة | الميداليات حسب الرياضة | الميداليات حسب الرياضة | الميداليات حسب الرياضة | الميداليات حسب الرياضة |
| ---------------------- | ---------------------- | ---------------------- | ---------------------- | ---------------------- |
| الرياضة                | الأول                  | الثاني                 | الثالث                 | المجموع                |
| التايكوندو             | 0                      | 1                      | 0                      | 1                      |
| Total                  | 0                      | 1                      | 0                      | 1                      |

| الميداليات حسب الجنس | الميداليات حسب الجنس | الميداليات حسب الجنس | الميداليات حسب الجنس | الميداليات حسب الجنس |
| -------------------- | -------------------- | -------------------- | -------------------- | -------------------- |
| الجنس                | الأول                | الثاني               | الثالث               | المجموع              |
| الإناث               | 0                    | 0                    | 0                    | 0                    |
| الذكور               | 0                    | 1                    | 0                    | 1                    |
| مختلط                | 0                    | 0                    | 0                    | 0                    |
| المجموع              | 0                    | 1                    | 0                    | 1                    |

| الميداليات حسب التاريخ | الميداليات حسب التاريخ | الميداليات حسب التاريخ | الميداليات حسب التاريخ | الميداليات حسب التاريخ | الميداليات حسب التاريخ |
| ---------------------- | ---------------------- | ---------------------- | ---------------------- | ---------------------- | ---------------------- |
| التاريخ                | الأول                  | الثاني                 | الثالث                 | المجموع                |                        |
| 8 آب\أغسطس             | 0                      | 1                      | 0                      | 1                      |                        |
| Total                  | 0                      | 1                      | 0                      | 1                      |                        |

## المنافسون
فيما يلي قائمة بأعداد المتنافسين الأردنيين في الألعاب.
| الرياضة                                       | الرجال | السيدات | المجموع |
| --------------------------------------------- | ------ | ------- | ------- |
| ألعاب القوى في الألعاب الأولمبية الصيفية 2024 | 1      | 0       | 1       |
| الملاكمة                                      | 3      | 0       | 3       |
| الجمباز                                       | 1      | 0       | 1       |
| السباحة                                       | 1      | 1       | 2       |
| كرة الطاولة                                   | 1      | 0       | 1       |
| التايكوندو                                    | 2      | 2       | 4       |
| المجموع                                       | 9      | 3       | 12      |

## ألعاب القوى
تأهل لاعب أردني في سباقات المضمار والميدان إلى باريس 2024 بحصوله على مركز في التصفيات العالمية المباشرة في المنافسة التالية:
توضيح المختصرات
- ملاحظة–التصنيفات المعطاة لمنافسات المضمار تكون ضمن منافسة اللاعب فقط
- Q = تأهل للجولة التالية
- q = تأهل إلى الدور التالي باعتباره الخاسر الأسرع أو في المنافسات الميدانية حسب المركز دون تحقيق هدف التأهل
- NR = السجل الوطني
- N/A = هذه الجولة غير مدرجة في المنافسة
- Bye = ليس متطلباً من اللاعب المنافسة في الجولة

فعاليات المضمار والطرق
| اللاعب        | المنافسة       | النهائي    | النهائي |
| اللاعب        | المنافسة       | النتيجة    | المركز  |
| ------------- | -------------- | ---------- | ------- |
| معاذ الخوالدة | ماراثون الرجال | 2:20:01 SB | 65      |

## الملاكمة
شارك الأردن بثلاثة ملاكمين في البطولة الأولمبية. عبادة الكسبة الذي شارك مرتين في الدورات الأولمبية (وزن خفيف للرجال) حيث تأهل إلى باريس بفوزه بجولة الحصص في بطولة التصفيات الأولمبية العالمية 2024 1 في بوستو أرسيتسيو ، إيطاليا.تأهل زياد عشيش وحسين عشيش إلى الألعاب، بعد فوزهما في جولة التصفيات الأولمبية في بطولة التصفيات الأولمبية العالمية 2024 2، في بانكوك، تايلاند.
| اللاعب       | المنافسة         | دور 32                                   | دور 16                           | ربع النهائي                               | نصف النهائي              | النهائي                  | النهائي                  |
| اللاعب       | المنافسة         | المنافس النتيجة                          | المنافس النتيجة                  | المنافس النتيجة                           | المنافس النتيجة          | المنافس النتيجة          | المركز                   |
| ------------ | ---------------- | ---------------------------------------- | -------------------------------- | ----------------------------------------- | ------------------------ | ------------------------ | ------------------------ |
| عبادة الكسبة | وزن خفيف رجال    | دين كلانسي (جزيرة أيرلندا) · فوز 3–2     | سفيان أوميها (فرنسا) · خسارة 0–5 | لم يتقدم للمرحلة التالية                  | لم يتقدم للمرحلة التالية | لم يتقدم للمرحلة التالية | لم يتقدم للمرحلة التالية |
| زياد عشيش    | وزن الوسط للرجال | أصلانبيك شيمبيرغينوف (كازاخستان) · W 3–2 | سيون أوكازاوا (اليابان) · W 3–2  | لويس ريتشاردسون (بريطانيا العظمى) · L 2–3 | لم يتقدم للمرحلة التالية | لم يتقدم للمرحلة التالية | لم يتقدم للمرحلة التالية |
| حسين عشيش    | وزن الوسط للرجال | Veočić (كرواتيا) · L 0–5                 | لم يتقدم للمرحلة التالية         | لم يتقدم للمرحلة التالية                  | لم يتقدم للمرحلة التالية | لم يتقدم للمرحلة التالية | لم يتقدم للمرحلة التالية |

## الجمباز

### الجمباز الفني
لأول مرة في تاريخ مشاركاته، أرسل الأردن لاعب جمباز واحد للمنافسة في الألعاب. حصل اللاعب أحمد أبو السعود على مكان في الحصص بحكم كونه أعلى لاعب جمباز مؤهل، من خلال الترتيب النهائي لـ سلسلة كأس العالم للجمباز الفني 2024 FIG.
الرجال
| أحمد أبو السعود | حصان الحلق | 12.466 | 51 | لم يتقدم | لم يتقدم |

## السباحة
شارك من الأردن سبّاحان اثنان في أولمبياد باريس 2024.
| اللاعب       | الفعالية                 | التصفية الأولى | التصفية الأولى | نصف النهائي | نصف النهائي | النهائي  | النهائي  |
| اللاعب       | الفعالية                 | الزمن          | المركز         | الزمن       | المركز      | الزمن    | المركز   |
| ------------ | ------------------------ | -------------- | -------------- | ----------- | ----------- | -------- | -------- |
| عمرو الور    | سباحة الصدر 200 متر رجال | 2:15.78        | 23             | لم يتقدم    | لم يتقدم    | لم يتقدم | لم يتقدم |
| كارين بلبيسي | 400 متر سباحة حرّة سيدات  | 4:37.30        | 21             | —           | —           | لم تتقدم | لم تتقدم |

## كرة الطاولة
لأول مرة منذ الألعاب الأولمبية الصيفية 2008، أدخل الأردن رياضيًا واحدًا في منافسات كرة الطاولة. حصل زيد أبو يمان على مكانه في الألعاب بفوزه بالميدالية الذهبية في فردي الرجال، في بطولة تصفيات غرب آسيا 2024 التي أقيمت في السليمانية، العراق.
| اللاعب      | الفعالية                                                    | الدول التمهيدي                   | الجولة 1                | الجولة 2                | الجولة 3                | دور الـ 16              | ربع النهائي             | نصف النهائي             | النهائي/ BM             | النهائي/ BM             |
| اللاعب      | الفعالية                                                    | المنافس النتيجة                  | المنافس النتيجة         | المنافس النتيجة         | المنافس النتيجة         | المنافس النتيجة         | المنافس النتيجة         | المنافس النتيجة         | المنافس النتيجة         | المركز                  |
| ----------- | ----------------------------------------------------------- | -------------------------------- | ----------------------- | ----------------------- | ----------------------- | ----------------------- | ----------------------- | ----------------------- | ----------------------- | ----------------------- |
| زيد أبو يمن | كرة الطاولة في الألعاب الأولمبية الصيفية 2024 – فردي الرجال | هارميت ديساي (الهند) · خسارة 0–4 | لم يتقدم للجولة التالية | لم يتقدم للجولة التالية | لم يتقدم للجولة التالية | لم يتقدم للجولة التالية | لم يتقدم للجولة التالية | لم يتقدم للجولة التالية | لم يتقدم للجولة التالية | لم يتقدم للجولة التالية |

## التايكوندو
تأهل من الأردن أربعة رياضيين للمنافسة في مباريات التايكوندو. حيث تأهل زيد كريم وصالح الشرباتي وجوليانا الصادق للألعاب بحكم حصولهم على المراكز الخمسة الأولى في التصنيف الأولمبي في منافساتهم. ولاحقاً، انضمت راما أبو الرب إلى الفريق بعد فوزها في الأدوار نصف النهائية في فئتها في 2024 بطولة التصفيات الآسيوية التي أقيمت في تايآن، الصين.
| اللاعب         | الفعالية      | التصفيات                                  | دور الـ16                   | ربع النهائي                        | نصف النهائي             | Repechage                        | النهائي / BM            | النهائي / BM |
| اللاعب         | الفعالية      | المنافس النتيجة                           | المنافس النتيجة             | المنافس النتيجة                    | المنافس النتيجة         | المنافس النتيجة                  | المنافس النتيجة         | المركز       |
| -------------- | ------------- | ----------------------------------------- | --------------------------- | ---------------------------------- | ----------------------- | -------------------------------- | ----------------------- | ------------ |
| زيد كريم       | -68 كغم رجال  | Pontes (البرازيل) · فوز 2–1               | Reçber (تركيا) · فوز 2–0    | Sinden (بريطانيا العظمى) · فوز 2–1 | —                       | Rashitov (أوزبكستان) · خسارة 0–2 | الثاني                  |              |
| صالح الشرباتي  | -80 كغم رجال  | هنريك ماركيز (البرازيل) · خسارة 0–2       | لم يتقدم للجولة التالية     | لم يتقدم للجولة التالية            | لم يتقدم للجولة التالية | لم يتقدم للجولة التالية          | لم يتقدم للجولة التالية |              |
| جوليانا الصادق | -67 كغم سيدات | Navuga Naitasi (فيجي) · فوز 2–0           | سونغ جي (الصين) · خسارة 1–2 | لم تتقدم للجولة التالية            | لم تتقدم للجولة التالية | لم تتقدم للجولة التالية          | لم تتقدم للجولة التالية |              |
| راما أبو الرب  | +67 كغم سيدات | فاطمة الزهراء أبو فارس (المغرب) · فوز 2–1 | Kuş (تركيا) · خسارة 1–2     | لم تتقدم للجولة التالية            | لم تتقدم للجولة التالية | لم تتقدم للجولة التالية          | لم تتقدم للجولة التالية |              |